# Science-Fiction-Jahr 1871
Übersicht

◄◄ | ◄ | 1867 | 1868 | 1869 | 1870 | Science-Fiction-Jahr 1871 | 1872 | 1873 | 1874 | 1875 | ► | ►►

Weitere Ereignisse

## Neuerscheinungen Literatur
| Deutscher Titel            | Deutschsprachiges Erscheinungsjahr | Originaltitel         | Autor                  | Anmerkungen         |
| -------------------------- | ---------------------------------- | --------------------- | ---------------------- | ------------------- |
| Das Geschlecht der Zukunft | 1873                               | The Coming Race       | Edward Bulwer-Lytton   |                     |
| Eine schwimmende Stadt     | 1875                               | Une Ville flottante   | Jules Verne            |                     |
|                            |                                    | The Battle of Dorking | George Tomkyns Chesney | Zukunftskriegsroman |

## Geboren
- Robert Hugh Benson († 1914)
- Hanns Heinz Ewers († 1943)
- Salomo Friedlaender († 1946)
- Ferdinand Grautoff († 1935)
- Georg Korf
- Christian Morgenstern († 1914)
- Heinrich Scharrelmann († 1940)
- Alpheus Hyatt Verrill († 1954)